# Gramàtics alexandrins
Els gramàtics alexandrins van ser un conjunt de filòlegs i acadèmics literaris que van desenvolupar-se al voltant de l'Alexandria hel·lenística entre els segles iii i II aC, quan la ciutat era el centre de la cultura hel·lenística. Tot i el nom, l'obra dels gramàtics alexandrins mai es va centrar en la gramàtica, ja que la pròpia gramàtica moderna no va existir fins al segle I aC. Durant el període hel·lenístic i en èpoques posteriors, els "gramàtics" eren bàsicament acadèmics preocupats amb la restauració, la correcta lectura, explicació i interpretació dels textos clàssics, incloent també la crítica literària. No obstant, i a diferència de l'aticisme, el seu objectiu no era reformar el grec de la seva època.
Els gramàtics alexandrins van iniciar la revisió crítica dels clàssics de la literatura grega, principalment Homer. Els seus estudis van acabar essent molt influents, marcant el principi de la tradició gramatical occidental. Des dels seus inicis, un costum típic i de biax metodològic va ser el centrar el comentari i l'anàlisi en frases descontextualitzades.

## Membres destacats
Alguns dels membres més destacats dels gramàtics alexandrins van ser els següents:
- Zenòdot d'Efes (m. c. 280 aC): Primer superintendent de la biblioteca d'Alexandria i editor d'Homer.
- Cal·límac de Cirene (m. c. 260 aC): Poeta, crític i acadèmic que va catalogar la biblioteca.
- Aristòfanes de Bizanci (c. 257 aC - c. 185 aC): Editor d'Homer i inventor de la ortografia politònica del grec clàssic.
- Aristarc de Samotràcia (c. 220 - 143 BCE): Responsable de l'edició crítica més important dels poemes homèrics.
- Dionís Trax (170 aC - 90 aC): Acadèmic especialista en Homer i estudiant d'Aristarc, el qual va publicar una gramàtica del grec, tot i que no va tractar la sintaxis.
- Dídim d'Alexandria el vell: (c. 63 aC - 10 aC): Especialista en poetes lírics i còmics, el qual va compilar i transmetre les obres dels seus predecessors.